# Call of Duty: Modern Warfare Remastered
Call of Duty: Modern Warfare Remastered es un videojuego de disparos en primera persona desarrollado por Raven Software y publicado por Activision. El videojuego es una versión remasterizada de Call of Duty 4: Modern Warfare y fue lanzado en todo el mundo el 4 de noviembre de 2016 para PlayStation 4, Xbox One y Microsoft Windows. Está disponible como un paquete con las ediciones «Legacy», «Digital Deluxe» o «Legacy Pro» de Call of Duty: Infinite Warfare, con versiones físicas que requieren que se inserte el disco de Infinite Warfare para acceder al remaster. Se lanzó una edición independiente del juego el 27 de junio de 2017 para PlayStation 4 y el 27 de julio de 2017 para Xbox One y Microsoft Windows.
Modern Warfare Remastered comenzó como resultado de una petición hecha por los aficionados a la saga, y Raven Software fue contactado para desarrollar un remaster de Modern Warfare, habiendo asistido previamente en el desarrollo de modos multijugador para versiones anteriores de la serie. Modern Warfare Remastered se basa en el original al presentar amplias mejoras gráficas, de renderización e iluminación, animaciones actualizadas, remasterización de efectos de sonido originales, además de agregar nuevos, y ofrece numerosas pequeñas mejoras a la vez que conserva el modo de juego original. También se incluyen extras como el nuevo contenido multijugador y logros y códigos adicionales.
Una vez lanzado, Modern Warfare Remastered recibió críticas positivas. Se elogió la mejora significativa de los gráficos, el sonido y la gama de mejoras, además del juego por haber envejecido bien y proporcionar desafíos. Si bien los críticos en general consideraron que el juego era fresco y basado en realismo, algunos criticaron la narrativa fechada y la superficialidad del modo multijugador (aunque el contenido en línea se distribuiría más tarde a través de las actualizaciones posteriores al lanzamiento). Otras quejas se centraron en ciertas elecciones de diseño retenidas de Modern Warfare y la inteligencia artificial. Modern Warfare Remastered también fue objeto de controversia por las decisiones de Activision de lanzarlo inicialmente solo como parte de un paquete conjunto con Infinite Warfare, la incorporación de las microtransacciones y el precio determinado del contenido descargable y la versión independiente del juego.

## Sistema de juego
Call of Duty: Modern Warfare Remastered presenta el mismo modo de juego básico que la versión original, que es un videojuego de disparos en primera persona en el que el jugador toma el control de varios personajes, sin embargo, incluye varias modificaciones menores. Mientras está en la posición de preparación, el arma equipada del jugador ahora está visible, y durante el rastreo, el gamepad dará una respuesta cuando la pistola haga contacto con el suelo. El juego utiliza la "tecnología de renderización dual" para el alcance del rifle de francotirador cuando se apunta, lo que proporciona al jugador una vista del alcance y los entornos borrosos, en lugar de una pantalla negra que representa el interior del alcance presente en el original. A lo largo de la campaña, se presentan nuevas animaciones predeterminadas en primera persona en algunas ocasiones, por ejemplo, cuando se eliminan los vínculos de un personaje no jugador durante uno de los niveles. Presionar el D-pad del gamepad en el modo multijugador cuando el arma está equipada iniciará una breve animación para "insultar" a los oponentes, como permitir que el jugador inspeccione el exterior de su arma.
La campaña es casi idéntica a la original. Mantiene los mismos coleccionables y códigos que antes, con la adición de varios nuevos códigos, como la física exagerada que arroja a los enemigos hacia atrás cuando los matan, y reemplaza las cabezas de los personajes no jugadores con sandías. El juego ofrece el trofeo completo de PlayStation Network y el soporte de logros de Xbox Live (trofeos de los cuales había estado ausente en la versión PlayStation 3 de Modern Warfare, debido a la publicación del juego antes de su lanzamiento), con la inclusión de varios nuevos desafíos.
Modern Warfare Remastered presenta una versión actualizada del multijugador que comparte similitudes con las que aparecen en los juegos posteriores de Call of Duty. Incluye las mismas armas, rachas asesinas, ventajas y modos de juego de Modern Warfare, con los modos existentes presentes en otras instalaciones incluidas como "Baja confirmada", "Juego de armas" y "Punto caliente", así como nuevos modos como "Caza de accesorios" (en el que los jugadores se esconden como objetos inanimados del equipo contrario). El modo multijugador ofrece una mayor variedad de opciones de personalización para la personalización de perfiles, las máscaras de personajes y el camuflaje de armas. También se agregaron varias armas que no aparecen en Modern Warfare. Todo el contenido nuevo puede desbloquearse completando desafíos, elaborando consumiendo las "partes" que el jugador puede ganar, o abriendo el abasto de suministros, mientras que los elementos existentes del original solo se pueden desbloquear mediante la experiencia. La línea incluye 20 niveles de prestigio, un aumento de los 10 disponibles en Modern Warfare. Al ingresar a cada nuevo nivel de prestigio, se restablecen todos los elementos desbloqueables disponibles anteriormente, pero se conservan todos los elementos de personalización, además de cualquier arma, archivo adjunto o beneficios que se hayan desbloqueado de forma permanente. Hay un campo de tiro presente en el lobby en línea, lo que permite al jugador probar diferentes equipamientos de armas.

## Argumento
Modern Warfare Remastered presenta la misma trama que el juego original. El jugador actúa como miembro del Cuerpo de Marines de los Estados Unidos y el SAS y asume misiones para luchar contra un grupo separatista en Oriente Medio, así como un grupo ultranacionalista en Rusia.
Mientras Estados Unidos invade un pequeño país de Oriente Medio rico en petróleo tras un golpe de Estado del extremista Khaled Al-Asad, un escuadrón del Servicio Aéreo Especial (SAS) británico se infiltra en un barco de carga que lleva un dispositivo nuclear. La nave es hundida por aviones enemigos, pero el equipo de SAS escapa con su manifiesto, y luego se dirige a Rusia para rescatar a su informante, cuyo nombre en código es "Nikolai", del partido ultranacionalista. La inteligencia de estas operaciones indica que Al-Asad tiene un dispositivo nuclear ruso. El ejército de los Estados Unidos lanza un asalto al palacio de Al-Asad, pero el dispositivo nuclear es detonado, arrasando la mayor parte de la ciudad junto con todos los que están en él.
El equipo de SAS rastrea a Al-Asad en Azerbaiyán y descubre que estaba trabajando con Imran Zakhaev, el líder del partido ultranacionalista. La misión luego retrocede 15 años cuando el capitán Price, que era teniente en ese momento, es enviado junto a su oficial al mando, el capitán MacMillan, en un intento fallido de asesinato de Imran Zakhaev en Pripyat, Ucrania. Después de matar a Al-Asad, el equipo de SAS, con el apoyo de la US Marine Force Recon y los leales rusos, intenta capturar al hijo de Zakhaev y conocer su paradero. Lo emboscan, pero él se suicida. En respuesta, Zakhaev toma el control de una instalación de lanzamiento nuclear. Se lanza una operación conjunta para recuperar el sitio, pero Zakhaev lanza misiles balísticos intercontinentales en el este de la costa este de los Estados Unidos. Los equipos conjuntos pueden violar las instalaciones y destruir remotamente los misiles antes de huir del área.
Las fuerzas de Zakhaev atrapan a la fuerza conjunta que se escapa en un puente, y durante la lucha muchos mueren. Zakhaev llega y comienza a ejecutar soldados heridos, cuando un helicóptero leal llega y lo distrae. El jugador usa su pistola para matar a Zakhaev.

### Personajes
El jugador controla principalmente el recluta Sargento John "Soap" MacTavish del Servicio Aéreo Especial (SAS) británico durante la mayor parte del juego, comenzando con su inscripción en el 22.º Regimiento de SAS. El jugador también controla al Sargento Paul Jackson del Cuerpo de Infantería de Marina de los Estados Unidos (USMC) durante cinco de los niveles de la Ley 1. El Capitán John Price (cuya voz es del actor Bill Murray) es un oficial de SAS que se puede jugar en dos misiones de flashback desde 1996 en las que es todavía teniente. El jugador también asume el rol de un operador de televisión de imágenes térmicas estadounidense a bordo de una aeronave Lockheed AC-130 durante un nivel, y un agente de SAS británico que se infiltra en un avión secuestrado para salvar a un VIP en un nivel secreto titulado "Mile High Club". Finalmente, el jugador puede controlar a Yasir Al-Fulani, el presidente del país no identificado de Oriente Medio en el juego antes de ser ejecutado, aunque no tiene libertad de acción más allá de girar la cabeza.

### Armamento
En el videojuego aparecen las siguientes armas basadas en las reales:
- Fusiles de asalto: AK-47, M4A1, G3, AAC Honey Badger (M4 silenciada), M14, Stg44, M16A4, G36C y XM-LAR.
- Subfusiles: MP5, Skorpion, Mini Uzi, AK-74U, P90, MAC-10, PK-PSD9 y Fang 45.
- Ametralladoras ligeras: Bered MK8, M249 SAW, M60E4, PKM y RPD.
- Fusiles de francotirador: Barrett .50cal, D-25S, Dragunov, M40A3, R700 e Intervention.
- Escopetas: M1014, Ranger, S12 y W1200.
- Pistolas y revólveres: 44 Magnum, Desert Eagle, Luger P08, M9, Prokolot, USP .45 y M1911.
- Lanzacohetes y lanzamisiles: Javelin, RPG-7, Stinger y AT4

## Desarrollo
Después de que se publicara una petición en línea firmada por los aficionados de Call of Duty 4: Modern Warfare solicitando que se desarrollara un remaster del juego, el editor de la serie, Activision, se interesó en llevar a cabo tal proyecto. La compañía se acercó a Raven Software, que había desarrollado modos multijugador para varios títulos de Call of Duty en el pasado, para ser el desarrollador principal, supervisado por Infinity Ward, quien actuaría como productor ejecutivo. El director del estudio de Raven, David Pellas, recordó que "ni una sola persona en Raven se dio la vuelta y dijo que no. Fue universal. Sí, estamos dentro". El desarrollo de Modern Warfare Remastered comenzó a principios de 2015.
Los desarrolladores se habían comprometido a centrarse en cuatro áreas clave a lo largo del desarrollo: respetar el juego original, modernizar las imágenes y el audio, mejorar la experiencia general con la nueva tecnología y redefinir lo que significaba el término "remaster". La mayoría de Modern Warfare fue, en consecuencia, "reconstruida desde cero" para Remastered a través de la revitalización de los códigos fuente originales, materiales, diseños y efectos a los que Raven tuvo acceso desde Infinity Ward. El juego se ejecuta en una resolución completa de 1080p a 60 fotogramas por segundo y utiliza la última versión del motor de juego de la serie que estaba presente en ese momento.
Raven quería que el juego proporcionara una experiencia nostálgica para los aficionados de Modern Warfare, al tiempo que lo presentaba a los recién llegados al conectarlos con un mundo al que estaban acostumbrados en los recientes juegos de Call of Duty, aunque uno que reflejaba la realidad. Pellas notó que el riesgo de reacciones negativas de los aficionados resultantes de los pequeños cambios realizados en el original y el deseo de cumplir con altas expectativas fue desalentador para Raven, y dijo que "se dio cuenta de que esto es realmente aterrador, porque no solo es importante para nosotros". Para ayudarlos en la toma de decisiones, revisaron una gran cantidad de foros en Internet donde se podían encontrar jugadores activos de Modern Warfare para comprender qué desearían si relanzaran el juego. Raven se sintió alentado por su principio de mantener el juego central sin cambios, una decisión que se mantuvo constante durante todo el proceso, ya que era esencial respetar la experiencia del original. Se realizaron mejoras sutiles tanto en los controles como en el tiempo de las animaciones existentes, como la transición entre apuntar un rifle de francotirador y la superposición del alcance que aparece, pero se diseñaron para ser lo más cerca posible de idénticas.
Con el fin de llevar las imágenes de Modern Warfare a los estándares modernos, se lograron mejoras en los entornos y vistas mediante un procedimiento llamado "recubrimiento", con una gran cantidad de objetos en pantalla y efectos integrados en ellos. Raven también quería darle a los entornos un sentido de lugar e historia para evitar sentirse genéricos. La gran mayoría de los objetos fueron remodelados, con el juego utilizando una profundidad de textura mejorada, renderizado físico y reflejo de luz; y características adicionales, como la física realista y las articulaciones empleadas para objetos móviles como modelos de personajes. Raven prestó mucha atención a mejorar cada arma en el juego porque, como explicó un desarrollador, "necesitábamos llevar las armas al mismo nivel de personalidad que los personajes"; cada uno recibió una mejor dinámica, alteraciones hechas a sus mecanismos de disparo y una nueva característica en la serie que permitió a cada tipo expulsar cubiertas de concha únicas para esa arma. Raven enfrentó algunos problemas durante la remasterización de los gráficos del juego, ya que el remaster usó una versión muy mejorada del motor de la serie. Como resultado, esto significó que varios de los recursos visuales de Modern Warfare no eran compatibles con la nueva tecnología, por lo que los desarrolladores tuvieron que rehacerlos. La mayor parte de la animación de captura de movimiento existente fue rehecha por la misma razón, así como para proporcionar una mayor exposición de la historia. La campaña vio una serie de nuevas animaciones en primera persona agregadas de manera similar para una mayor inmersión y respuestas emocionales de los jugadores, y para mejorar la forma en que la cámara utiliza el cuerpo del personaje del jugador, mejorando el "sentido del cuerpo". Pellas dijo: "Creo que para la campaña [para un jugador], fuimos definitivamente más liberales con nuestras animaciones y adiciones, siempre y cuando aumentaran la verdadera intención del momento". La inteligencia artificial de los personajes no jugables también se mejoró para responder de manera más realista con el entorno, y viceversa, como la hierba larga que reacciona a la presencia del personaje del jugador.
El audio existente se remasterizó usando reverberación, profundidad y efectos espaciales para mejorar el ambiente general del juego; un ejemplo de lo que un desarrollador de Raven notó es que "acodar múltiples sonidos ahora hace una gran diferencia". También se usó una gama de otros efectos de sonido que no estaban presentes en Modern Warfare, incluidos los canales de audio no utilizados que se crearon para el original, pero debido a restricciones no se incluyeron durante su desarrollo. Se mantuvieron las presentaciones originales de música y voz, con la excepción del diálogo de campaña hablado por Al-Asad en árabe, que fue enmendado y regrabado, y una ligera alteración en la voz que actúa para Zakhaev durante parte de un discurso.
Además de estas actualizaciones, el juego recibió una serie de nuevas características. Se incorporaron algunos códigos nuevos a la campaña del juego, al tiempo que se conservan los mismos coleccionables y archivos de inteligencia del original. El multijugador inicialmente se mantuvo prácticamente sin cambios en términos de contenido de Modern Warfare. Diez de los dieciséis mapas originales se presentaron en el lanzamiento, mientras que los seis restantes se publicaron como una actualización gratuita varias semanas después, debido a que los desarrolladores no pudieron cumplir con el plazo propuesto. El multijugador comenzó a recibir soporte durante los meses siguientes, durante los cuales se lanzó una amplia gama de nuevos elementos para que se ajustara más a las últimas cuotas de Call of Duty: desde diciembre de 2016, se introdujo un sistema de reducción de suministro y elaboración de suministros junto con un sistema ampliado variedad de elementos de personalización, como emblemas, tarjetas de visita, máscaras de personajes y nuevas variedades de camuflaje de armas. Otras armas y armas cuerpo a cuerpo también se incorporaron en el tiempo desde el lanzamiento. Algunos de los contenidos, a saber, los nuevos modos de juego y las variantes de los mapas existentes, eran exclusivos de las diversas listas de reproducción temporales y los eventos estacionales del juego.

## Lanzamiento
Las noticias de Modern Warfare Remastered se filtraron en Reddit el 27 de abril de 2016 antes de su anuncio. La fuga reveló una captura de pantalla de una tarjeta de reserva para la tienda en línea Target que incluía la Legacy Edition de Infinite Warfare y el remaster incluido. La cuenta oficial de Call of Duty en Twitter respondió con un tuit de emoji más tarde ese día, aparentemente confirmando que existía un remaster de Modern Warfare.
Remastered se anunció oficialmente en el E3 2016, mostrando un tráiler extendido para su campaña, luego de una revelación de juego de Infinite Warfare. Después del tráiler, se reveló que los usuarios de PlayStation 4 que precompraron (a diferencia de prereservado) una edición de Infinite Warfare que vino con el remaster podría jugar la campaña de Remastered 30 días antes, como parte del acuerdo de exclusividad de Sony con Activision. El 14 de julio de 2016 se lanzó un video de juego sobre la misión "Crew Expendable" del juego, que muestra los gráficos, la iluminación y las texturas mejorados, así como los modelos y animaciones mejorados. El modo multijugador del juego se reveló durante la convención Call of Duty: XP 2016, y los asistentes pudieron jugarlo primero con otros. En septiembre de 2016, se lanzaron tráileres oficiales para la campaña y el multijugador.
Modern Warfare Remastered se lanzó a nivel mundial el 4 de noviembre de 2016 para PlayStation 4, Xbox One y Microsoft Windows, junto con las ediciones «Legacy», «Digital Deluxe» y «Legacy Pro» de Call of Duty: Infinite Warfare. En ese momento, el juego solo estaba disponible comprando una versión premium de Infinite Warfare, con versiones físicas que requieren el disco de Infinite Warfare insertado para acceder al remaster. El 27 de junio de 2017, Remastered se lanzó de forma independiente para PlayStation 4, y para Xbox One y Microsoft Windows el 27 de julio de 2017. Activision confirmó que las versiones premium de Infinite Warfare deben instalarse permanentemente para poder usar el remaster incluido.

### Contenido descargable
El 8 de marzo de 2017, se anunció que una versión remasterizada del Variety Map Pack, originalmente lanzado para Modern Warfare, estaría disponible para Remastered. Incluye los mismos cuatro mapas, "Killhouse", "Chinatown", "Creek" y "Broadcast", así como 10 caídas de suministros excepcionales. El paquete de mapas se lanzó como una compra por separado el 21 de marzo de 2017 para PlayStation 4 y el 20 de abril de 2017 para Xbox One y Microsoft Windows, que no se incluyó en ninguna versión comercial de Remastered.

## Acogida de la crítica
Call of Duty: Modern Warfare Remastered recibió "críticas generalmente favorables", según el agregador de análisis Metacritic. El juego fue galardonado con el premio "Mejor remaster" de 2016 de IGN.
Joey Thurmond, de Push Square, escribió que jugar a través de la campaña de Modern Warfare le recordó su absoluta memorización y cómo había soportado a los aficionados en comparación con otros juegos de la serie, diciendo que "hay tensión y gravedad en la experiencia, como si el mundo está sobre tus hombros para empujar más allá de todas las líneas enemigas con una bravuconada explosiva o un sigilo riguroso". Elogió las mejoras gráficas del juego, diciendo que "Modern Warfare Remastered se ve y suena como un juego nuevo a la par con los estándares gráficos y auditivos de hoy" y lo calificó como un "remake ridículamente fiel", pero escribió que el juego aún mostraba algunos signos leves de edad, tales como problemas de inteligencia artificial y problemas de ritmo. En resumen, elogió a Raven Software "por ofrecer posiblemente el remake más importante y magistral que jamás hayamos experimentado", y que "Modern Warfare Remastered celebra este legado con imágenes y sonido actualizados que realmente van más allá de su deber, arreglando "un paquete de cuidado antiguo para una era más moderna a casi la perfección".
Kallie Plagge en IGN observó que el remaster no era un juego tan revolucionario en comparación con el original, y que ciertos aspectos, como el ritmo y el diseño de niveles, se sentían notablemente anticuados. Ella elogió el rango de mejoras visuales y técnicas en comparación con otros remasters, aunque criticó algunas deficiencias menores con respecto a los elementos gráficos y de diseño. A pesar de esto, felicitó a la jugabilidad por haberlo sostenido notablemente bien y que fue más gratificante como resultado de estar inalterada, indicando cómo la dejó "sintiéndose relativamente abrumada, gravada y más desesperada en la refriega". Ella pensó que el juego parecía más clásico que anticuado, y dijo que "puede que no tenga el mismo efecto que tuvo la primera vez, pero funciona como una gran encarnación de lo que solían ser los tiradores y uno que aún funciona bien".
Chris Carter de Destructoid estaba seguro de todos los cambios realizados en el original que mostraban los esfuerzos de Raven, pero declaró que el juego todavía estaba en su núcleo desde 2007. Citó la historia como ejemplo, diciendo que la campaña del juego todavía valía la pena jugar a pesar de haber sido coronado por su competencia. Carter señaló además que el elenco era "nada más que cuerpos calientes en los puntos", aunque opinó que el punto crucial de la historia y la relación entre el protagonista principal, Soap y el capitán Price, "valía el precio de la admisión". Alternativamente, encontró que el modo multijugador era atemporal, y que el diseño de cada mapa se mantuvo bien y se sintió justificado. Comparó el modo con los ofrecidos por otros juegos de disparos en primera persona, diciendo que "hay un equilibrio agradable y cómodo entre las dos filosofías, hasta el punto en que no es demasiado alienante para las personas que no crecieron con FPSes de Twichy o se sienten como dedicando tiempo a aprender los entresijos de romper y despejar todas y cada una de las habitaciones, tocando la puerta de la muerte permanente en cada partido".
Metro felicitó los efectos visuales del remaster, diciendo que "el juego todavía no se ve tan bien como el último par de Call Of Duty, pero es extremadamente cercano. Y cualquier otra cosa que digas al respecto, a nivel de presentación, esto es un excelente remaster". El multijugador fue elogiado por ser más placenteramente simple que los recientes juegos de Call of Duty y señaló cómo era seguro que causaría una considerable nostalgia a los jugadores de Modern Warfare, pero aun así lo criticaron por sentirse limitado y superficial. También notaron que el remaster se sintió inadvertidamente cliché y demasiado familiar debido a que el original inspiró numerosas imitaciones, aunque elogió el ambiente moderno como una sensación sorprendentemente fresca. Metro resumió su revisión diciendo: "uno de los videojuegos más influyentes de todos los tiempos obtiene el remaster que se merece y sigue siendo impresionantemente entretenido después de todos estos años".
Kevin Dunsmore, de Hardcore Gamer, opinó que la trama era mucho más firme y realista que otros títulos recientes de la serie, y escribió: "No eres un súper soldado atrapado en el medio de un set fuera de este mundo, sino más bien un Soldado regular trabajando con un escuadrón para completar objetivos ". También felicitó al multijugador por sentirse fresco, diciendo que "después de años de exageraciones, carreras de pared y otras travesuras locas, es bueno volver a lo básico". Sin embargo, afirmó que la decisión de mantener intactas muchas de las opciones de diseño de Modern Warfare fue a la vez refrescante y un obstáculo, como enemigos infinitamente engendrados, beneficios infames y la falta de contragolpe de asesinatos, al encontrarlo "extremadamente anticuado". no habían sido removidos o arreglados. Dunsmore elogió en gran medida las mejoras visuales en exhibición, diciendo que "Modern Warfare Remastered es la actualización visual más extensa que un remaster ha recibido hasta ahora, estando más en línea con un remake que con un remaster real", y concluyó escribiendo "Lo que Raven ha logrado es impresionante, pero tiene sus límites. Unos cuantos ajustes habrían recorrido un largo camino para solucionar algunos problemas de equilibrio, pero para aquellos que buscan una explosión del pasado, esto funciona bien".